# Geschützter Landschaftsbestandteil Teich bei Hüttebrüchen
Der Geschützte Landschaftsbestandteil Teich bei Hüttebrüchen mit einer Flächengröße von 0,4 ha liegt am Weiler Hüttebrüchen im Stadtgebiet von  Sundern. Das Gebiet wurde 1993 mit dem Landschaftsplan Sundern durch den Kreistag des Hochsauerlandkreises als Geschützter Landschaftsbestandteil (LB) ausgewiesen. Das LB liegt neben dem Bach Krähe.

## Gebietsbeschreibung
Der Landschaftsplan Sundern führt zum geschützten Landschaftsbestandteil Teich bei Hüttebrüchen aus: „Der ehemalige Fischteich liegt an der Krähe von der er auch früher gespeist wurde. Die Nutzung wurde vor mehr als 50 Jahren aufgegeben. Der Teich ist mittlerweile stark verlandet und hat sich zu einem naturnahen Stillgewässer entwickelt, dass“

## Schutzzweck
Der Landschaftsplan Sundern führt zu geschützte Landschaftsbestandteilen aus: „Alle geschützten Landschaftsbestandteile sind kulturbetonte oder naturnahe Landschaftsteile, die sich mit ihrem eigenständigen Charakter deutlich von der sie umgebenden Wald- und Feld-Landschaft unterscheiden. Der besondere Schutz dieser Kleinstrukturen ist wegen ihrer hervorgehobenen Position für die Leistungsfähigkeit des Naturhaushaltes und / oder für die Attraktivität des Landschaftsbildes erforderlich. Die LB-Festsetzung trägt der landschaftlichen Bedeutung der Objekte Rechnung, die sie über das „normale“ landschaftliche Inventar eines Landschaftsschutzgebietes heraushebt.“

## Verbote und Entwicklungsmaßnahmen
Wie bei allen geschützten Landschaftsbestandteilen besteht nach § 29 Abs. 2 BNatschG das Verbot dieses zu beschädigen, auszureißen, auszugraben oder Teile davon abzutrennen oder auf andere Weise in seinem Wachstum oder Erscheinungsbild zu beeinträchtigen. Eine ordnungsgemäße Pflege ist vom Verbot ausgenommen. Es ist auch verboten Stoffe oder Gegenstände im Bereich des Geschützten Landschaftsbestandteils anzubringen, zu lagern, abzulagern, einzuleiten oder sich ihrer in anderer Weise zu entledigen, die das Erscheinungsbild oder den Bestand des Geschützten Landschaftsbestandteils gefährden oder beeinträchtigen können. Dies gilt auch für organische oder mineralische Düngemittel und Futtermittel. Sofern Gehölze zerstört bzw. beschädigt werden, kann die Untere Naturschutzbehörde eine Ersatzpflanzung oder ein Ersatzgeld festsetzten. Ein Kahlschlag in Laubholzbereichen ist verboten, ferner auch die Wiederaufforstung mit Nadelgehölzen oder anderen nicht von Natur aus heimischen Baumarten.
Es wurde das Gebot festgesetzt alle baulichen Anlagen zu beseitigen und den Müll zu entfernen.